# Kirchenkarbahn I

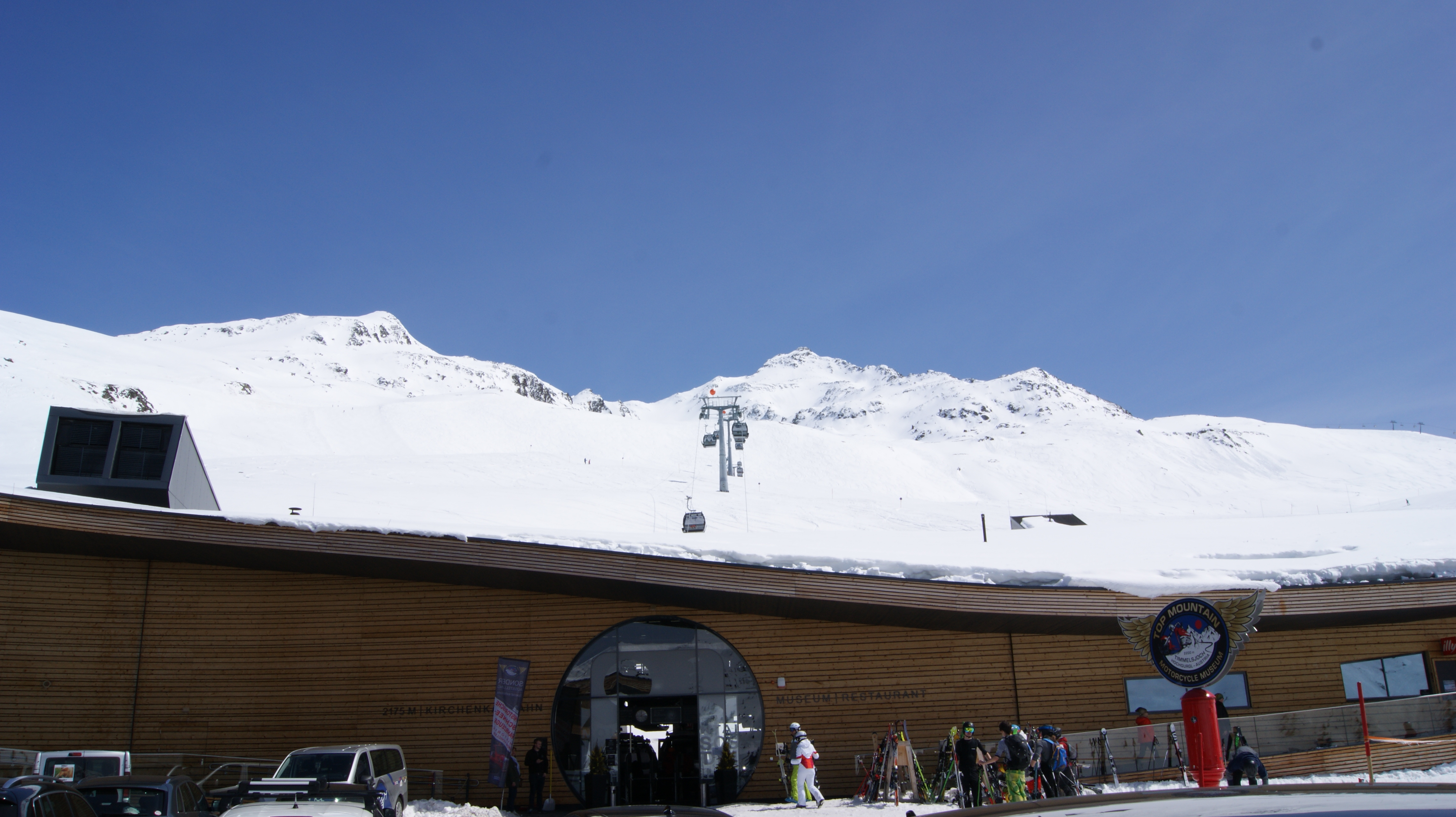
Kirchenkarbahn I

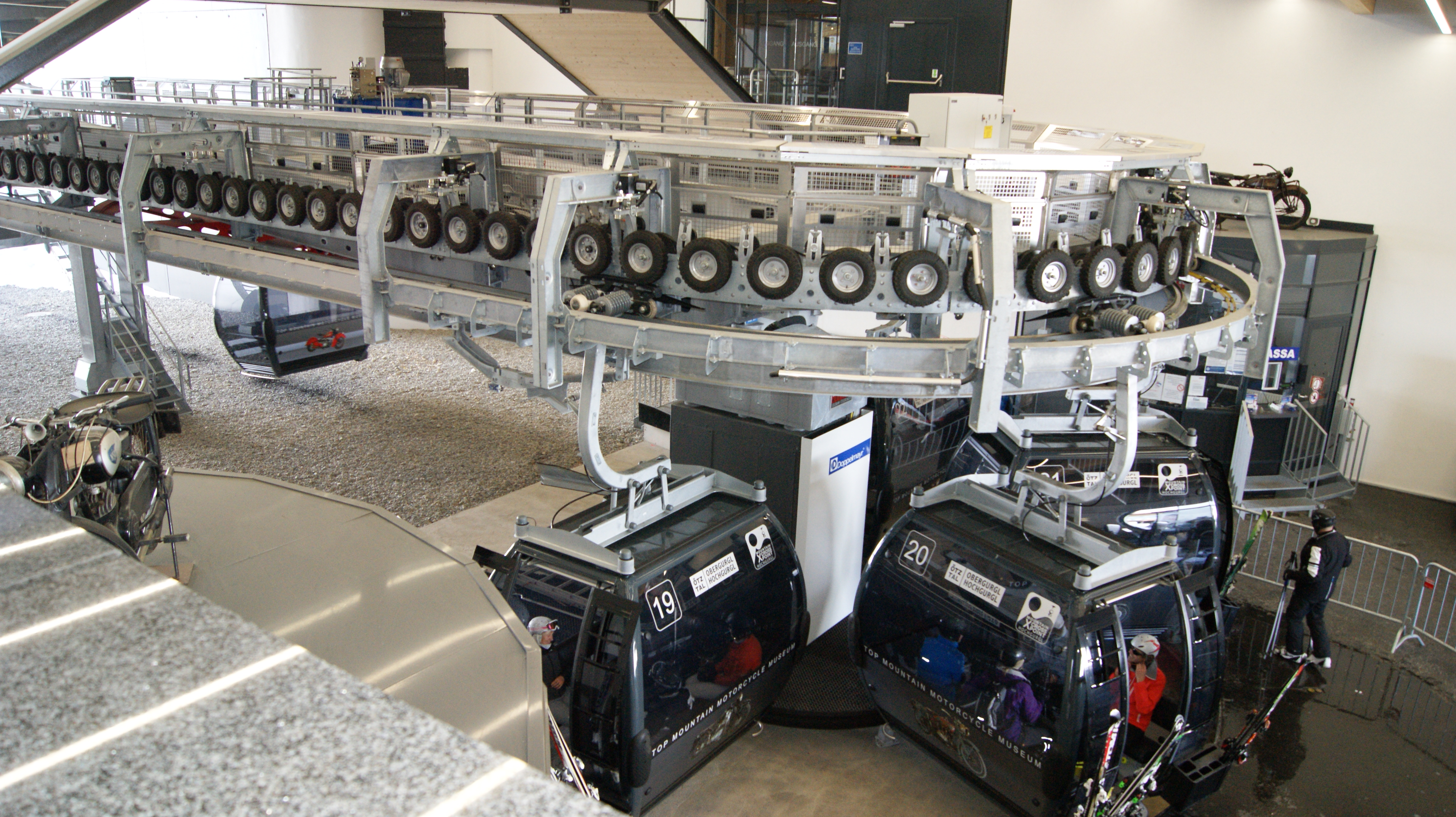
Talstation der Kirchenkarbahn I

Die Kirchenkarbahn I ist eine Einseilumlaufbahn (10-MGD, Gondelbahn) in Hochgurgl im österreichischen Bundesland Tirol.
Die Anlage befindet sich im Besitz der Liftgesellschaft Hochgurgl in Tirol und ist Zubringerbahn zur Kirchenkarbahn II.

## Technische Daten
Die Seilbahnanlage wurde 2015 von Doppelmayr/Garaventa erbaut und am 28. November 2015 eröffnet und kann je zehn Personen pro Kabine transportieren. Es handelt sich dabei um die weltweit erste 10er-Gondelbahn der „D-Line“-Produktlinie von Doppelmayr. Die Eröffnung fand parallel zur Eröffnung des Top Mountain Crosspoint statt. Bis zum Bau dieser Seilbahnanlage war das Kirchenkargebiet nur mit Schleppliften erschlossen. Die Kosten für die Seilbahnanlage sollen bei sieben Millionen Euro liegen.
- Seilhöhe in der Talstation: 2175 m
- Seilhöhe in der Bergstation: 2629 m
- Höhenunterschied: 454 m
- Spurweite Strecke: 6,4 m
- Antriebsstation: Bergstation (elektrisch)
- Elektrische Steuerung von: Siemens
- Durchmesser Förderseil: 64 mm (Teufelberger)
- Spanneinrichtung: Talstation (hydraulisch regelbar)
- Fahrbetriebsmittel (Kabinen): 43 (CWA Omega 10 mit Sitzheizung)
- Fassungsvermögen Fahrbetriebsmittel: 10 Personen
- Höchstfahrgeschwindigkeit 6 m/s
- Fahrzeit: 4,35 Minuten
- größte Förderleistung je Stunde und Richtung: 2440 Personen.
- Fahrtrichtung: gegen den Uhrzeigersinn

Die Seilbahn ist Teil des Liftverbunds Obergurgl-Hochgurgl. Dieses erstreckt sich von etwa 1800 bis 3080 m Seehöhe, hat 25 Liftanlagen und 110 Pistenkilometer aufzuweisen. Die Gesamtförderkapazität soll bei 40.500 Personen pro Stunde liegen.

## Top Mountain Crosspoint
Als Top Mountain Crosspoint wird das multifunktionale Gebäude am Timmelsjoch mit einer Fläche von 6060 m² bezeichnet, in dem sich die Talstation der Seilbahnanlage Kirchenkarbahn I, ein Bedienungsrestaurant mit Terrasse (280 Innen- und 380 Außensitzplätzen), die Mautstation der Timmelsjoch-Hochalpenstraße sowie das höchstgelegene Motorrad-Museum Europas befindet. Das Gebäude soll 16 Millionen gekostet haben (ohne Seilbahnanlage) und wurde vom Architekten Michael Brötz aus Hall in Tirol geplant.
Für die  Form des Gebäudes sollen Schneewechten als Grundstruktur herangezogen worden sein. Die Gebäudefassade besteht fast durchgängig aus Holz. In der Nacht des Montag, 18. Januar 2021, brannte das an die Kirchenkarbahn angeschlossene Motorradmuseum, das Top Mountain Motorcycle Museum, sowie die Mautstelle vollständig ab. Die baulich direkt verbundene Kirchenkarbahn I und die Gaststätte konnten bei den Löscharbeiten geschützt werden und wurden nicht beschädigt.